# Salón de la Fama del Tenis Internacional
El Salón de la Fama del Tenis Internacional es un museo del tenis, que se encuentra en el Newport Casino en Newport, Rhode Island, Estados Unidos. Este museo se encarga del Salón de la Fama de grandes personalidades y jugadores del mundo del tenis. Fue fundado en el año 1954 por James Van Alen y hoy en día es el mayor museo de tenis del mundo. El museo contiene artefactos, vídeos y audios que muestran la historia del tenis desde sus orígenes hasta la era moderna. Los primeros miembros del Salón de la Fama fueron elegidos en 1955 y para el 2004 ya había 186 miembros de 18 países.
Hasta 1975, los integrantes eran solo de nacionalidad estadounidense y con la inclusión del británico Fred Perry, se inició la inclusión de personas de todas las nacionalidades, convirtiéndose desde entonces en internacional.